# Fossiele overgangsvorm
Een fossiele overgangsvorm is een fossiel van een organisme dat primitieve kenmerken bezit in vergelijking met de meer afgeleide levensvormen waarmee het direct verwant is. Volgens de evolutietheorie vertegenwoordigt een overgangsvorm een evolutionaire overgang. 
Toen Charles Darwins boek The Origin of Species (De oorsprong der soorten) in 1859 voor het eerst uitkwam, was de kennis van het fossielenbestand nog erg onvolledig en de aanname dat er geen fossiele overgangsvormen bestonden vrij redelijk. Echter, de ontdekking van Archaeopteryx slechts twee jaar later werd gezien als een overdonderende triomf voor Darwins theorie van gemeenschappelijke afstamming. Sinds die tijd zijn er voortdurend nieuwe fossiele overgangsvormen gevonden, wat onze kennis van de evolutie van het leven steeds meer vergroot.
Vaak wordt er gesproken over een missing link, zoals die tussen mensen, apen en hun gemeenschappelijke voorouders. De term leidt echter tot misvattingen, want het wekt de indruk dat er slechts sprake is van een enkele ontbrekende schakel. In realiteit geven de opeenvolgende vondsten van meerdere fossiele overgangsvormen een steeds completer beeld van een evolutionaire overgang.
Mogelijk vond de ontwikkeling van de soorten niet geleidelijk plaats, maar in plotse sprongen, een punctuated equilibrium. Grote, fundamentele veranderingen zouden zich dan relatief plotseling hebben voltrokken, over een periode van hooguit enkele tienduizenden jaren. Een oorzaak zou een forse klimaatverandering kunnen zijn. Binnen die korte perioden kunnen wel geleidelijke overgangsvormen ontstaan, waarna de soorten weer zeer langdurig stabiel blijven en geen wezenlijke veranderingen ondergaan. Deze hypothese werd geopperd door Steven Stanley. Een aanhanger van deze theorie is Stephen Jay Gould.

## Overgangsvormen en cladistiek
Voor de algemene aanvaarding van cladistiek of fylogenetische systematiek in de paleontologie, werden evolutionaire stambomen geschetst als het voortkomen van de ene groep uit de andere en de overgangsvormen werden op de grenzen hiervan geplaatst. Met de etablering van cladistische methoden worden verwantschappen tegenwoordig strikt uitgedrukt in zogenaamde cladogrammen, met daarin de reële vertakkingen van de evolutionaire lijn uitgedrukt. De verschillende natuurlijke ofwel monofyletische groepen vormen in elkaar geneste eenheden die niet overlappen. Binnen de cladistiek is er in principe dus geen sprake meer van een overgang tussen categorieën, maar van differentiatie binnen categorieën. In deze context kunnen overgangsvormen gedefinieerd worden als de verschillende aftakkingen van een cladogram tussen een bepaalde aftakking en de kroongroep, de groep die aan het uiteinde van het cladogram wordt geplaatst. Welke groep we aan het uiteinde plaatsen is echter in beginsel willekeurig; in feite is dus iedere vorm een (indicatie van een) overgangsvorm. 
Een voorbeeld hiervan is dat het in de traditionele taxonomie regelmatig gebeurt dat aan een groep dezelfde rang wordt toegekend als aan de groep die deze evolutionair gezien omvat. Zo maken vogels door hun afstammingsgeschiedenis deel uit van de reptielen, maar Aves (vogels) en Reptilia (reptielen) hadden beide de rang van klasse. Door deze incoherentie ontstond een schijnprobleem: dat er iets heel bijzonders aan de hand was als de ene klasse "overging" in de andere en dat deze vermeende moeilijkheid ook een speciale verklaring vereiste. Dit misverstand wordt nog steeds als argument gebruikt binnen het creationisme. Het is ook een van de redenen dat vroeger aan een overgangsvorm als Archaeopteryx een speciaal belang toegekend werd. De kladistische methode voorkomt zulke misverstanden. Dankzij de cladistiek is het veel duidelijker te zien dat de overgang van reptielachtige vormen naar vogelachtige vormen een glijdende transitie is en niet abrupt.